# Gmina Gullspång
Gmina Gullspång (szw. Gullspångs kommun) – gmina w Szwecji, w regionie Västra Götaland, z siedzibą w Gullspång.
Pod względem zaludnienia Gullspång jest 272. gminą w Szwecji. Zamieszkuje ją 5653 osoby, z czego 48,95% to kobiety (2767) i 51,05% to mężczyźni (2886). W gminie zameldowanych jest 267 cudzoziemców. Na każdy kilometr kwadratowy przypada 17,92 mieszkańca. Pod względem wielkości gmina zajmuje 227. miejscu.